# Reinfeld
Reinfeld (Holstein) è una città dello Schleswig-Holstein, in Germania.

Appartiene al circondario (Kreis) di Stormarn (targa OD).